# Дебус (лунный кратер)
Кратер Дебус (англ. Debus) — маленький ударный кратер в экваториальной части обратной стороны Луны. Название присвоено в честь американского  инженера Курта Дебуса,  многолетнего директора космического центра Кеннеди. В 2000 году название утверждено Международным астрономическим союзом.

## Описание кратера

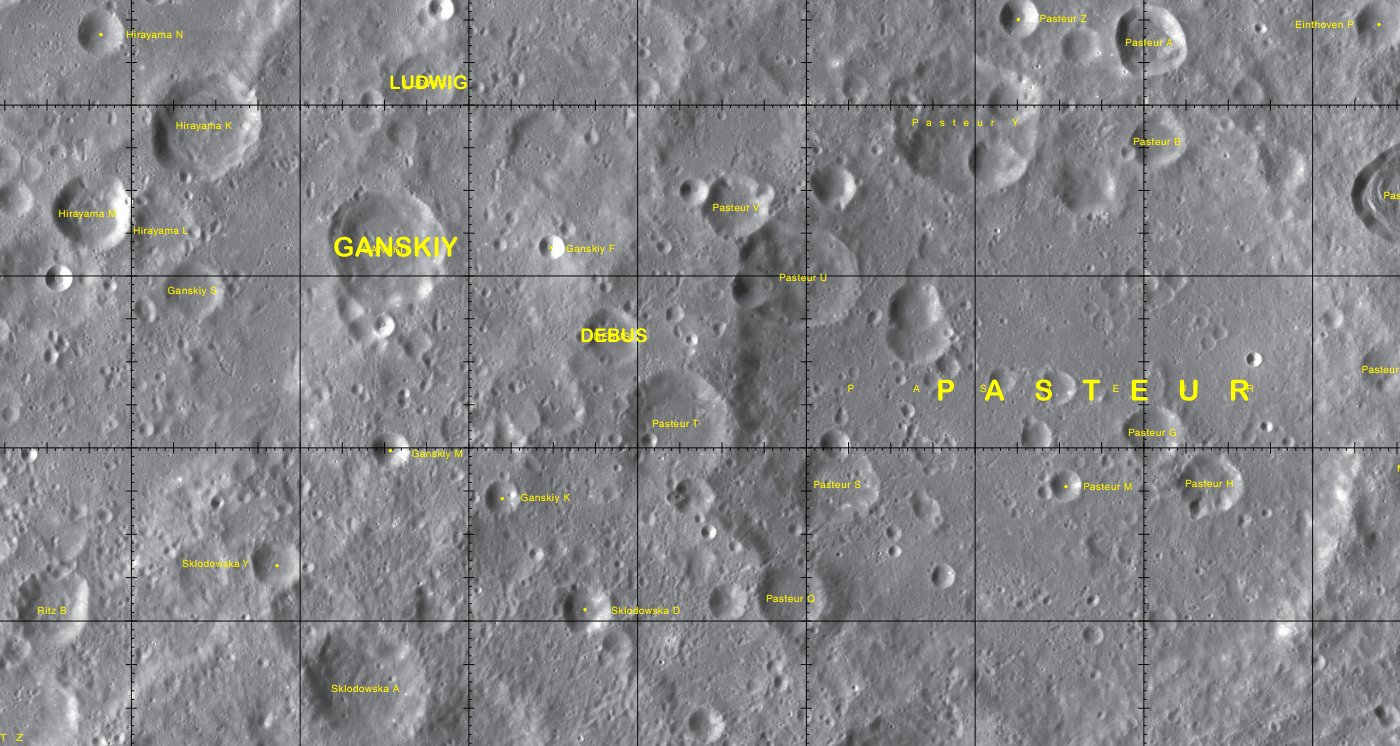
Окрестности кратера Дебус. Снимок Lunar Rec.

Ближайшими соседями кратера являются кратер Ганский на западе-северо-западе; кратер Людвиг на северо-западе; огромный кратер Пастер на востоке; кратер Баклунд на юго-востоке и кратер Ритц на юго-западе. Селенографические координаты центра кратера 10°41′ ю. ш. 99°41′ в. д. / 10,68° ю. ш. 99,68° в. д., диаметр 19,8 км, глубина 1,8 км.
Кратер имеет циркулярную чашеобразную форму. Вал сглажен, перекрыт несколькими маленькими кратерами, внутренний склон гладкий. высота остатков вала над окружающей местностью достигает 780 м, объем кратера составляет приблизительно 240 км³. Дно чаши сравнительно ровное, в северной части отмечено несколькими маленькими кратерами.
До получения собственного наименования в 2000 г. кратер имел обозначение Ганский H (в системе обозначений так называемых сателлитных кратеров, расположенных в окрестностях кратера, имеющего собственное наименование).

## Сателлитные кратеры
Отсутствуют.